# Färsbiff

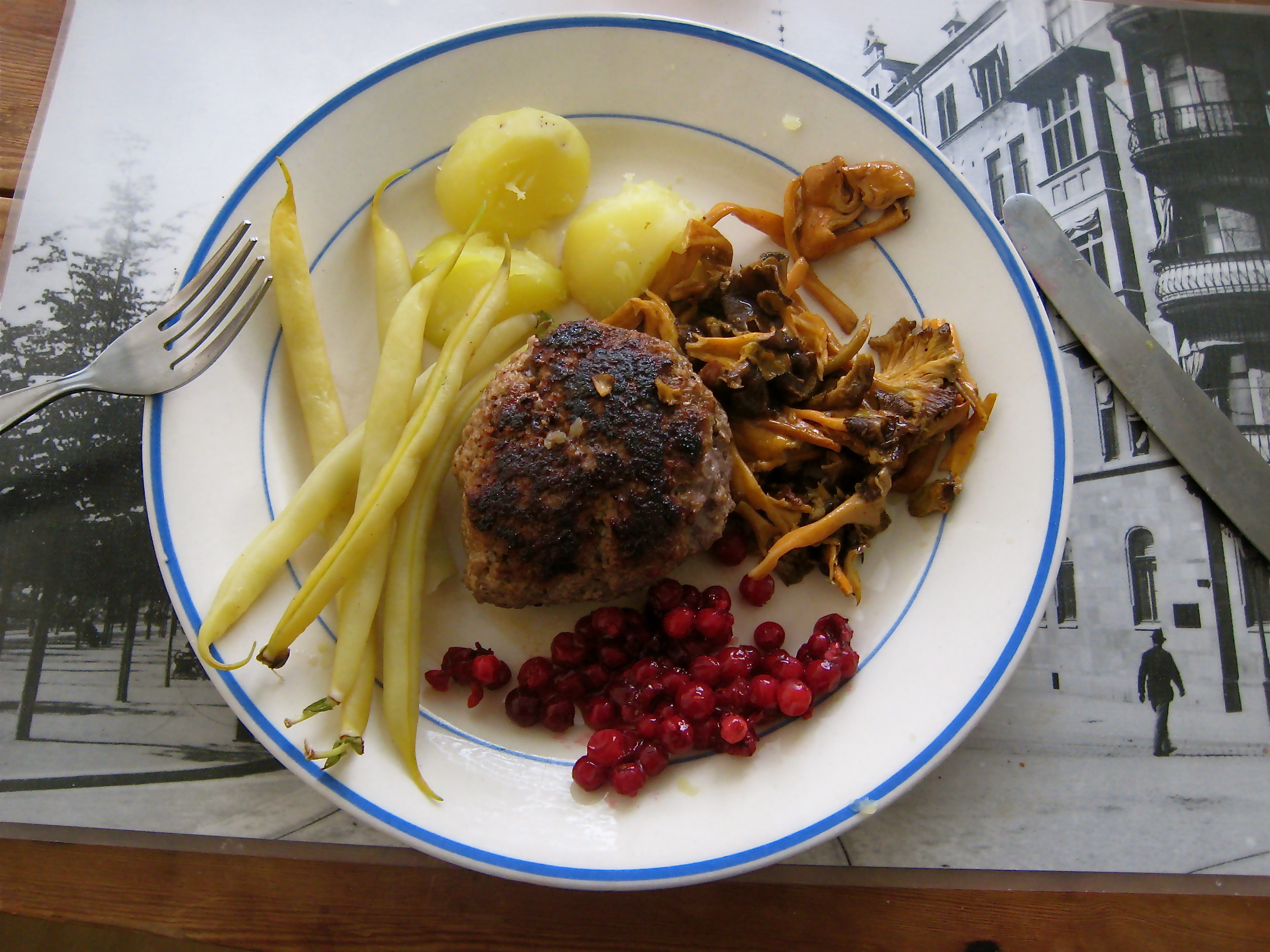
Pannbiff med tillbehör.

Färsbiff är ett samlingsnamn på olika biffliknande maträtter innehållande färs. Färssorter och kryddor kan variera.
Några exempel på färsbiffar är: pannbiff, köpenhamnsbiff, biff à la Lindström, pepparrotsbiffar, wienerkotletter, baconbiffar och färsfåglar.